# Solonský rajón
Solonský rajón (ukrajinsky Солонянський район) byl rajón v Dněpropetrovské oblasti na Ukrajině. Hlavním městem bylo Solone a rajón měl přibližně 38 tisíc obyvatel. 

## Sídla v rajónu
- Novopokrovka
- Solone